# Valmiera FC
Valmiera FC is een Letse voetbalclub uit Valmiera, een stad in het noorden van het land. De thuisbasis is vernoemd naar atleet Jānis Daliņš. De traditionele kleur is zwart. 

## Geschiedenis
De huidige club werd in 1996 opgericht en was een opvolger van de clubs die eerder in Valmiera actief waren als Dinamo Valmiera (1950), Varpa Valmiera (1955), Valmiera FK (1958), Gauja Valmiera (1979) en Gauja Valmiera (1994). In het eerste seizoen promoveerde Valmieras na een tweede plaats naar de Virslīga. 
De club kreeg het financieel steeds moeilijker en vanaf 2001 dreigde meermaals een faillissement. Na het seizoen 2003, waarin als Gauja gespeeld werd, moest de club zich vanwege de financiële problemen terugtrekken uit de Virslīga. Als Valmiera FK ging de club verder in de 1. līga en de naam werd in 2008 gewijzigd in Valmierā FK/Viktorija, in 2009 in Valmieras FK/LFKA en in 2014 in Valmiera Glass FK/BSS. In 2015 liep de club na een tweede plaats promotie mis doordat play-offwedstrijden tegen FS METTA/LU verloren gingen. In 2016 werd de naam Valmiera Glass/Vidzemes Augstskola (VIA). In 2017 werd de club kampioen in de 1. līga waardoor ze in het seizoen 2018 terugkeerde op het hoogste niveau.
In 2020 werd de naam Valmiera FC aangenomen. Twee jaar later werd de club voor het eerst landskampioen van Letland.

## Eindklasseringen
| 2 |

| 7 |

| 5 |

| 5 |

| 6 |

| 6 |

| 5 |

| 6 |

| 7 |

| 6 |

| 7 |

| 10 |

| 7 |

| 11 |

| 6 |

| 9 |

| 8 |

| 3 |

| 3 |

| 2 |

| 4 |

| 1 |

| 8 |

| 4 |

| 3 |

| 2 |

| 1 |

| 4 |

| Virslīga | 1. līga |

## In Europa
Uitslagen vanuit gezichtspunt Valmiera FC
| Seizoen | Competitie               | Ronde | Land                     | Club                   | Totaalscore | 1e W    | 2e W    | PUC |
| ------- | ------------------------ | ----- | ------------------------ | ---------------------- | ----------- | ------- | ------- | --- |
| 2020/21 | Europa League            | 1Q    | Vlag van Polen           | Lech Poznań            | 0-3         | 0-3 (U) |         | 0.5 |
| 2021/22 | Europa Conference League | 1Q    | Vlag van Litouwen        | Sūduva Marijampolė     | 1-2         | 1-2 (U) | 0-0 (T) | 0.5 |
| 2022/23 | Europa Conference League | 2Q    | Vlag van Noord-Macedonië | FK Shkendija 79 Tetovo | 2-5         | 1-2 (T) | 1-3 (U) | 0.0 |
| 2023/24 | Champions League         | 1Q    | Vlag van Slovenië        | Olimpija Ljubljana     | 2-4         | 1-2 (U) | 1-2 (T) | 2.0 |
| 2023/24 | Europa Conference League | 2Q    | Vlag van San Marino      | SP Tre Penne           | 10-0        | 3-0 (U) | 7-0 (T) | 2.0 |
|         |                          | 3Q    | Vlag van Albanië         | Partizan Tirana        | 1-3         | 1-2 (T) | 0-1 (U) | 2.0 |

Totaal aantal punten voor UEFA-coëfficiënten: 3.0